# Sophie Rois
Sophie Rois (* Linz, 1 juni 1961) is een Oostenrijks actrice, die voornamelijk in Berlijn werkzaam is. Naast haar werk in het theater is ze sinds het midden van de jaren negentig in tientallen film- en televisierollen te zien geweest, waarbij ze diverse prijzen heeft gewonnen.

## Biografische schets
Sophie Rois groeide op in een middenstandsgezin in Ottensheim, vlak bij de Duitse en Tsjechische grens in Opper-Oostenrijk. Na de middelbare school liep ze stage in de levensmiddelenwinkel van haar ouders in Ottensheim. Van 1983 tot 1986 volgde ze een acteeropleiding op het Max Reinhardt Seminar in Wenen.

### Theatercarrière
Vanaf 1987 had Rois optredens in Berlijn, aanvankelijk in het Renaissance Theater (Berlijn-Charlottenburg), de Freie Volksbühne (Wilmersdorf) en het Schillertheater (Charlottenburg). Sinds 1993 is ze lid van het ensemble van de Volksbühne am Rosa-Luxemburg-Platz, waar ze te zien was in talrijke producties van onder anderen Christoph Schlingensief, Christoph Marthaler, Frank Castorf en meest recentelijk René Pollesch. Ze verscheen ook in producties van Pollesch en Castorf in het Burgtheater in Wenen. In 1998 speelde ze in Hugo von Hofmannsthals Jedermann op de Salzburger Festspiele. In februari 2014 was Rois te zien in de Stadsschouwburg Amsterdam, waar in het kader van het festival Brandhaarden een aantal voorstellingen van de Volksbühne te zien was. Theaterrecensent Simon van den Berg noemde haar optreden in de vijf uur durende voorstelling Der Spieler van Dostojevski in de regie van Castorf "glorieus".
Nadat Chris Dercon was benoemd tot artistiek directeur, diende ze in december 2017 haar ontslag in bij de Volksbühne. Tegelijkertijd werd ze geroemd voor haar vertolking van de heks in de Volksbühne-productie van Faust II. Die prestatie werd bekroond met de Gertrud-Eysoldt-Ring, die ze op 17 maart 2018 in ontvangst nam. De jury eerde "haar langdurige inzet voor het ensembletheater in de Berliner Volksbühne" en getuigde tevens van "de enorme humor van de actrice". Tussen 2018 en 2022 maakte ze deel uit van het ensemble van het Deutsches Theater Berlin, waar ze opnieuw samenwerkte met René Pollesch. Vanaf seizoen 2022/2023 maakt Rois weer deel uit van het Volksbühne-ensemble.

### Film- en televisiewerk
Sophie Rois had haar eerste grote filmrol in 1993 in Detlev Bucks roadmovie Wir können auch anders…, waarin ze de dorpscafé-uitbaatster Nadine speelde. Tot eind jaren negentig had ze verschillende rollen in film- en televisieproducties, waaronder Der kalte Finger, Engelchen, Der Hauptmann von Köpenick en Die Siebtelbauern.
In 1999, 2001 en 2015 speelde ze in enkele afleveringen van de misdaadserie Tatort. In de driedelige televisieserie Die Manns – Ein Jahrhundertroman (2001) speelde ze de dochter van Thomas Mann, Erika. In de zwarte komedie Fräulein Phyllis (2004) had ze de hoofdrol. In 2008 speelde Rois de rol van Hannah in het speelfilmdebuut van Ina Weisse, Der Architekt.
In 2010 vertolkte ze de rol van Hanna Blum in de film Drei van Tom Tykwer, waarvoor ze een jaar later genomineerd werd voor de Deutscher Filmpreis. In 2012 was ze te zien als hoofdrechercheur Tamara Rusch in Polizeiruf 110, als vervangster van Olga Lenski. In 2013 speelde Rois de rol van Yvonne in het filmdrama Zum Geburtstag, geregisseerd door Denis Dercourt.

### Overige activiteiten
Sinds 2005 leest ze audioverhalen voor het kinderradioprogramma Ohrenbär. Ze leende haar stem aan het stripfiguur Molly Monster in zowel de film Molly Monster - Der Film uit 2015 als in de serie Die kleine Monsterin, die te zien was in het kinderprogramma Unser Sandmännchen.

## Prijzen, eerbewijzen
- 2002: Adolf-Grimme-Preis voor de rol van Erika Mann in Die Manns – Ein Jahrhundertroman
- 2004: nominatie voor de Nestroy-Theaterpreis in de categorie "beste actrice"
- 2006: Deutscher Hörbuchpreis in de categorie "beste interpretatie" voor het luisterboek Jane Eyre van Charlotte Brontë
- 2009: Deutscher Filmpreis in de categorie "beste bijrol" in de film Der Architekt
- 2010: Deutscher Theaterpreis Der Faust voor haar rol als Manuela in René Pollesch' Mädchen in Uniform – Wege aus der Selbstverwirklichung
- 2010: Bayerischer Filmpreis in de categorie "beste actrice" voor haar rol van Hanna Blum in Drei
- 2010: Preis der deutschen Filmkritik in de categorie "beste actrice" voor haar rol in Drei[3]
- 2011: Deutscher Filmpreis in de categorie "beste hoofdrol" voor haar rol in Drei
- 2012: Theaterpreis Berlin "voor haar uitmuntende bijdragen aan het Duitstalige theater"
- 2012: Schauspielerin des Jahres
- 2014: ridder in de Ordre des Arts et des Lettres
- 2016: Deutscher Hörbuchpreis in de categorie "beste interpretatie" voor het luisterboek Baba Dunjas letzte Liebe van Alina Bronsky
- 2017: lid van de Akademie der Künste in Berlijn
- 2017: Gertrud-Eysoldt-Ring voor de rol van heks in Faust. Der Tragödie zweiter Teil bij de Volksbühne
- 2020: Deutscher Schauspielpreis in de categorie "hoogstaand optreden" in Rampensau[4]

## Werk (selectie)

### Toneelrollen

#### Volksbühne, Berlijn (1993–2017)
- 2006: L'affaire Martin! Occupe-toi de Sophie. Par la fenêtre, Caroline! Le mariage de Spengler. Christine est en avance, tekst en regie: René Pollesch
- 2007: Diktatorengattinnen I, tekst en regie: René Pollesch
- 2007: Hallo Hotel Nachtportier!, tekst en regie: René Pollesch
- 2007: Emil und die Detektive, naar Erich Kästner, regie Frank Castorf
- 2008: Fuck off, Amerika, naar Eduard Limonov, regie: Frank Castorf
- 2009: Ein Chor irrt sich gewaltig, tekst en regie: René Pollesch
- 2009: Gute Nacht, du falsche Welt, van Poesjkin, Schikaneder en Troike, regie: Gero Troike
- 2010: Der Kaufmann von Berlin, van Walter Mehring, regie: Frank Castorf
- 2010: Die Kameliendame, naar Alexandre Dumas fils, regie: Clemens Schönborn
- 2011: Die spanische Fliege, van Franz Arnold en Ernst Bach, regie: Herbert Fritsch
- 2011: Der Spieler, van Fjodor Dostojevski, regie: Frank Castorf
- 2012: Der Geizige, van Molière, regie: Frank Castorf
- 2013: Das Duell van Anton Tsjechov, regie: Frank Castorf
- 2014: House of Sale, tekst en regie: René Pollesch
- 2014: Ach, Volk, du obermieses, van Jürgen Kuttner en André Meier, regie: Jürgen Kuttner
- 2015: Die Bismarck!, regie: Christian Filips
- 2017: Faust. Der Tragödie zweiter Teil, naar Goethe, regie: Frank Castorf

#### Deutsches Theater, Berlijn (2018–2022)
- 2018: Cry Baby, tekst en regie: René Pollesch
- 2021: Goodyear, tekst en regie: René Pollesch
- 2022: Liebe, einfach außerirdisch, tekst en regie: René Pollesch

#### Gastoptredens
- 2008: Die Zofen van Jean Genet, regie: Luc Bondy, Wiener Festwochen
- 2008: Fantasma, tekst en regie: René Pollesch, Burgtheater Wenen
- 2010: Medea, naar Euripides, regie: Clemens Schönborn, Centraltheater Leipzig
- 2010: Mädchen in Uniform, tekst en regie: René Pollesch, Deutsches Schauspielhaus Hamburg
- 2012: Neues vom Dauerzustand, tekst en regie: René Pollesch, Deutsches Schauspielhaus Hamburg
- 2016: Bühne frei für Mick Levčik, tekst en regie: René Pollesch, Schauspielhaus Zürich
- 2018: Hello, Mister MacGuffin!, tekst en regie: René Pollesch, Schauspielhaus Zürich

### Filmografie

#### Speelfilms
- 1993: Wir können auch anders …
- 1995: Unter der Milchstraße
- 1996: Kondom des Grauens
- 1996: Der kalte Finger
- 1996: Engelchen
- 1996: Die totale Therapie
- 1997: Die 120 Tage von Bottrop
- 1997: Weihnachtsfieber
- 1998: Liebe Deine Nächste!
- 1999: Die Siebtelbauern
- 2001: Duell – Enemy at the Gates (Enemy at the Gates)
- 2003: liegen lernen
- 2004: Fräulein Phyllis
- 2004: Sergeant Pepper
- 2008: Der Architekt
- 2010: 180° – Wenn deine Welt plötzlich Kopf steht
- 2010: Drei
- 2013: Zum Geburtstag
- 2014: Der Anständige
- 2016: Burg Schreckenstein
- 2017: Burg Schreckenstein 2 – Küssen (nicht) verboten
- 2017: Glück ist nichts für Weicheier
- 2019: Ein verborgenes Leben (A Hidden Life)
- 2019: Weitermachen Sanssouci
- 2021: Die Schule der magischen Tiere
- 2022: A E I O U – Das schnelle Alphabet der Liebe
- 2022: Die Schule der magischen Tiere 2
- 2024: Berlin Nobody

#### Televisie
- 1990: Hopnick (korte film)
- 1991: Ostkreuz
- 1997: Die Rechte der Kinder
- 1997: Der Hauptmann von Köpenick
- 1997: Polizeiruf 110: Der Tausch
- 1998: Kreuzfeuer
- 2000: Tatort: Passion
- 2001: Die Manns – Ein Jahrhundertroman
- 2001: Tatort: Böses Blut
- 2004: Ich will laufen – Der Fall Dieter Baumann
- 2005: Die Patriarchin
- 2005: Trautmann – Bumerang
- 2006: Die Rosenheim-Cops – Auf Eis gelegt
- 2007: Ohne einander
- 2008: Patchwork
- 2008: Mord mit Aussicht – Fingerübungen
- 2009: Kinder des Sturms
- 2009: Böses Erwachen
- 2012: Polizeiruf 110: Die Gurkenkönigin
- 2012: Nachtschicht – Geld regiert die Welt (filmreeks)
- 2015: Tatort: Der Irre Iwan
- 2015: Der Kriminalist  – Kleine Schritte
- 2016: Der mit dem Schlag
- 2019: M – Eine Stadt sucht einen Mörder (televisieserie)
- 2020: Eltern mit Hindernissen
- 2020: Barbaren (televisieserie)
- 2021: Ich und die Anderen (televisieserie)
- 2021: Legal Affairs
- 2024: Zeit Verbrechen (Miniserie, Folge Love by Proxy)